# Таннер, Клаудия
Клаудия Таннер (нем. Klaudia Tanner, урождённая Валльнер, Wallner; род. 2 мая 1970, Шайбс, Шайбс) — австрийский политический и государственный деятель. Заместитель председателя Австрийской народной партии в Нижней Австрии с 2017 года. Министр обороны Австрии с 7 января 2020 года, первая женщина на этой должности.

## Биография
Родилась 2 мая 1970 года в Шайбсе в Нижней Австрии.
С 1984 года училась в гимназии в Шайбсе, получила аттестат зрелости в 1988 году.
Окончила юридический факультет Венского университета, в 1995 году получила степень магистра права.
В 1995—1996 проходила практику в окружном суде Лизинга и Земельном суде Вены по гражданским делам.
В 1996—2001 годах работала референтом по правовым и социальным делам фермерского союза Нижней Австрии (NÖ Bauernbund), организации Австрийской народной партии в Нижней Австрии.
В 2001—2003 годах работала в офисе министра внутренних дел Эрнста Штрассера.
В 2003—2010 годах работала сотрудником IT-компании Kapsch BusinessCom в Вене.

## Политическая карьера
В 2010—2015 годах — член совета торговой общины Грестен.
С 2011 по 2020 год — директор фермерского союза Нижней Австрии (NÖ Bauernbund), организации Австрийской народной партии в Нижней Австрии.
С 2017 года является заместителем председателя Австрийской народной партии в Нижней Австрии.
По результатам выборов 28 января 2018 года избрана депутатом ландтага Нижней Австрии XIX созыва. Покинула ландтаг после назначения в правительство.
7 января 2020 года назначена министром обороны в коалиционном правительстве под руководством канцлера Себастьяна Курца, сформированном по результатам досрочных парламентских выборов 29 сентября 2019 года. Стала первой женщиной на этом посту. Сохранила пост в коалиционном правительстве под руководством канцлера Карла Нехаммера.
По результатам парламентских выборов 29 сентября 2024 года избрана депутатом
Национального совета Австрии XXVIII созыва. Получила мандат 24 октября. Покинула парламент 6 марта 2025 года после назначения в правительство.
Сохранила должность министра обороны в коалиционном правительстве под руководством канцлера Кристиана Штокера, приведённом к присяге 3 марта 2025 года.

## Личная жизнь
Живёт в Грестене. Муж — Мартин Таннер (Martin Tanner). Родила дочь.